# 小見 (富山市)
小見（おみ）は、富山県富山市の町名である。かつては対岸の芦峅寺と共に立山登山の山岳ガイドの町として栄えた。小見地区センターが所在している。常願寺川を挟んで中新川郡立山町と隣接している。

## 特徴
常願寺川による段丘上に位置し、標高は約320mである。対岸の芦峅寺の台地と比べて、標高が50m程度低くなっている。
和田川と常願寺川の合流点にあたり、有峰ダムや折立登山口へのアクセスのために小見集落を通る人も多い。

## 地理
本集落で和田川と常願寺川が合流する。小見の平地の形成は両河川による侵食による。
かつては立山火山の溶岩台地（現在の弥陀ヶ原）が小見にまで進出していたが、河川の侵食により現在では後退している。溶岩台地の遺構は近くの与四兵衛山の安山岩地質に見ることが出来る。
- 河川-常願寺川、和田川

## 施設
- 小見地区センター

## 教育
- 富山市立小見小学校

## 参考出典
『富山県の地名』平凡社

## 交通
小見集落の駅である有峰口駅は木造駅舎であり、正面から旧駅名である「小見驛」の表記を見ることが出来る。
- 富山地方鉄道立山線-有峰口駅